# Liste des députés européens du Danemark de la 4e législature

Cet article présente la liste des députés européens élus au Danemark de la mandature 1994-1999, élus lors des élections européennes de 1994 au Danemark.
| Nom                      | Liste                                         | Groupe parlementaire européen |
| ------------------------ | --------------------------------------------- | ----------------------------- |
| Freddy Blak (en)         | Sociaux-démocrates                            | PSE                           |
| Jens-Peter Bonde         | Mouvement de Juin                             | UN, I–EN                      |
| Lone Dybkjær             | Parti social-libéral danois                   | ELDR                          |
| Lilli Gyldenkilde        | Parti populaire socialiste                    | GUE, GUE/NGL                  |
| Bertel Haarder           | Gauche                                        | ELDR                          |
| Eva Hansen               | Gauche                                        | ELDR                          |
| Kirsten Jensen           | Sociaux-démocrates                            | PSE                           |
| Lis Jensen               | Mouvement populaire contre l'Union européenne | UN, I–EN                      |
| Niels Anker Kofoed       | Gauche                                        | ELDR                          |
| Ole Krarup (en)          | Mouvement populaire contre l'Union européenne | UN, I–EN                      |
| Frode Kristoffersen (en) | Parti populaire conservateur                  | PPE                           |
| Karin Riis-Jørgensen     | Gauche                                        | ELDR                          |
| Christian Rovsing (en)   | Parti populaire conservateur                  | PPE                           |
| Ulla Sandbæk             | Mouvement de Juin                             | UN, I–EN                      |
| Poul Schlüter            | Parti populaire conservateur                  | PPE                           |
| Niels Sindal (en)        | Sociaux-démocrates                            | PSE                           |